# Джойский хребет
Джо́йский хребет — хребет, расположенный между 90°30' и 91°17' в. д. Большей (северо-восточной) частью — на территории Бейского района, меньшей — Таштыпского района Хакасии.
Протяженность — 55—60 км. Занимает западную часть Джебашского антиклинория структур Байкальской складчатости Западного Саяна. Сложен кварцитами, сланцами, внедрения гранитных интрузий. Рельеф среднегорный, расчленённый с древними поверхностями выравнивания, с эрозионно-аккумулятивными террасами.
Максимальная абсолютная высота в юго-западной части — гора Изых (1440м), в северо-восточной — 1441 м. На склонах — темнохвойная тайга. На южном склоне находятся истоки левых притоков реки Джой, на севере — правые притоки реки Абакан.